# The Hives
The Hives (en español, «Las Colmenas») es una banda de rock originaria de Fagersta, Suecia. La banda es conocida por sus enérgicas presentaciones en vivo y por sus vestuarios en blanco y negro. Su éxito comercial llegó con el lanzamiento del álbum Veni Vidi Vicious, con su canción más conocida "Hate to Say I Told You So". Cuentan con seis álbumes de estudio: Barely Legal (1997), Veni Vidi Vicious (2000), Tyrannosaurus Hives (2004), The Black and White Album (2007), Lex Hives (2012) y The Death of Randy Fitzsimmons (2023). Tienen un álbum recopilatorio, Your New Favourite Band (2001) y han publicado un DVD en vivo, Tussles in Brussels (2005). En 2010 lanzaron un EP llamado «Tarred and Feathered» que incluye tres canciones de otros grupos versionadas por ellos.

## Historia

### Comienzos de The Hives
La banda afirma que se formó en 1993 bajo la dirección de Randy Fitzsimmons. Fitzsimmons, es quien sugirió que formaran una banda de garage rock y supuestamente actúa como compositor de la misma. En 1995 la banda firmó con Sidekick Records, una filial de la discográfica sueca Burning Heart Records. Al año siguiente lanzaron su primer EP Oh Lord! When? How?
En 1997 lanzaron su álbum debut Barely Legal y comenzaron viajar, un año más tarde lanzaron su segundo EP, a.k.a. I-D-I-O-T.

### Veni Vidi ViciousyYour New Favourite Band
Su segundo álbum Veni Vidi Vicious se lanzó en abril del 2000 a través de Burning Heart Records. La banda describe a su álbum como "un guante de terciopelo con puños americanos, brutal y sofisticado al mismo tiempo". El álbum produjo los sencillos "Hate To Say I Told You So", "Main Offender", "Die, All Right", y "Supply and Demand". 
Después de ver el video de "Hate To Say I Told You So" en la televisión alemana, Alan McGee decidió firmar a la banda a su recién formada etiqueta Poptones. Poptones publicó el "Your New Favourite Band"' en 2001, que resultó ser su avance, llegando a #7 en el Reino Unido. Tras el éxito del álbum, la banda volvió a publicar los sencillos "Hate To Say I Told You So" y "Main Offender", que llegaron al número #23 y #24 respectivamente en el Reino Unido. La banda también volvió a publicar Veni Vidi Vicious en los Estados Unidos.
Fue durante la promoción de Veni Vidi Vicious y Your New Favourite Band que The Hives firmó un contrato discográfico con Universal Music, según se informa, por valor de 12 millones de dólares. Esto condujo a un litigio entre The Hives y Burning Heart Records, que afirmó que The Hives aún tenían contrato para lanzar otro álbum. 

### Tyrannosaurus Hives

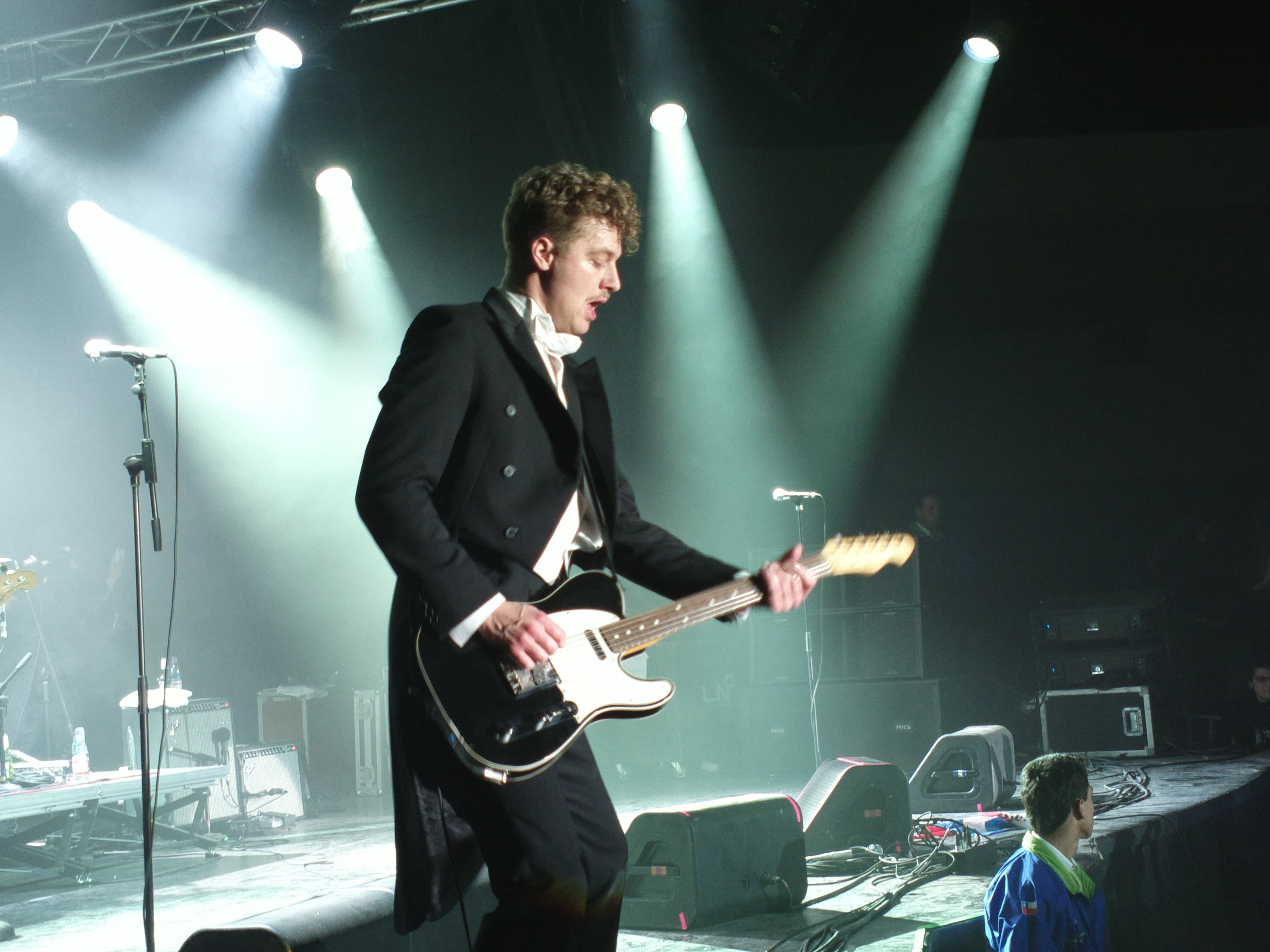
Nicholaus Arson

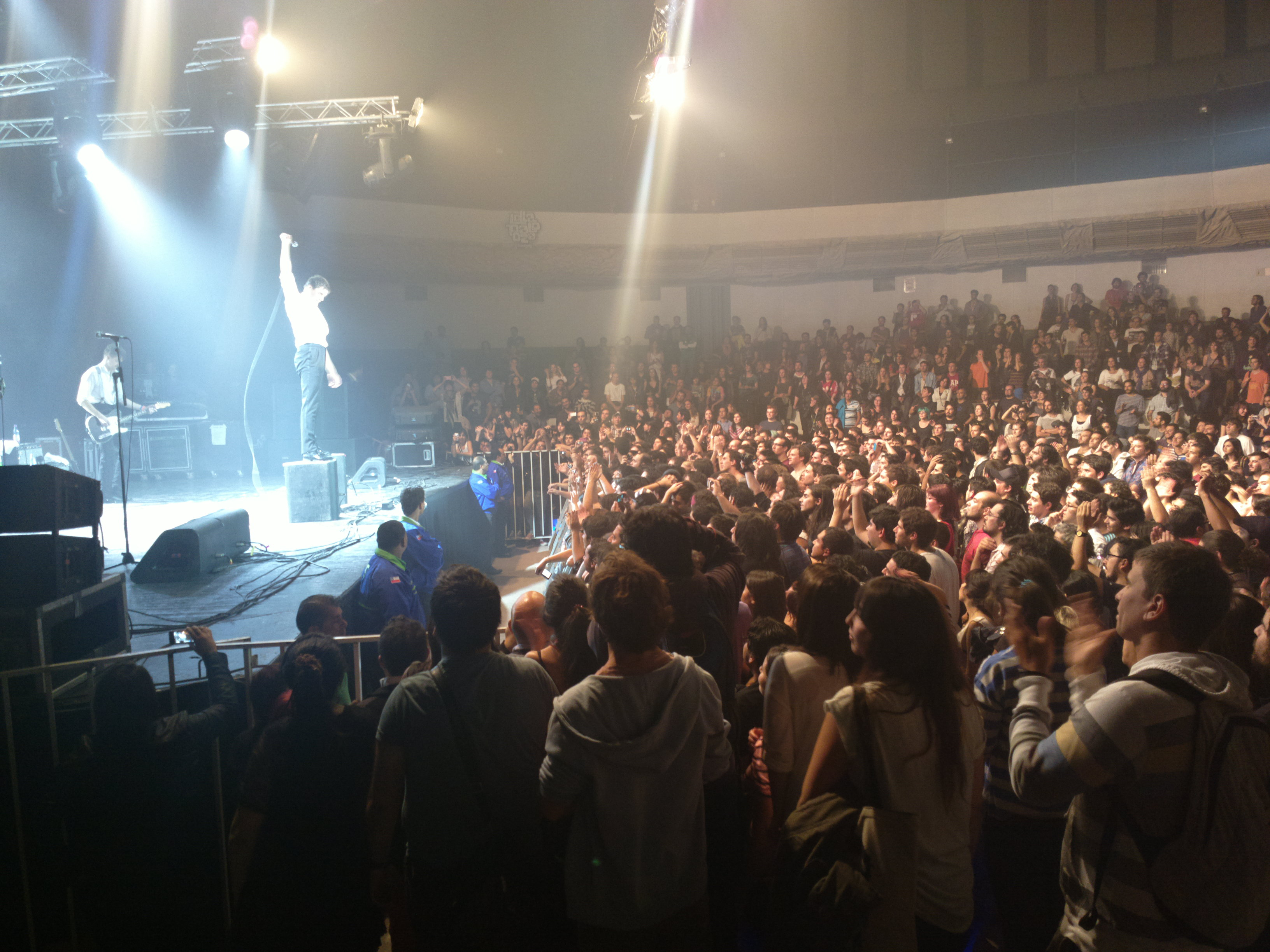
The Hives presentándose en 2013 en el teatro La Cúpula, en Santiago (Chile)

Después de extensas giras, la banda se retiró a Fagersta para grabar su tercer álbum. El resultado fue Tyrannosaurus Hives, su primer material nuevo en cuatro años. El álbum incluye los sencillos "Walk Idiot Walk" (que debutó en el #13 en el Reino Unido) "Two-Timing Touch And Broken Bones" (otro Top 50), y "A Little More For Little You".

### The Black and White Album
La página oficial de The Hives fue revisada en la segunda semana de agosto del 2007. El sitio reveló la portada del álbum y el título del primer sencillo, "Tick Tick Boom," con una fecha de lanzamiento del 14 de agosto en los Estados Unidos y 8 de octubre en el Reino Unido. Las fechas para el lanzamiento del nuevo disco, The Black and White Album, fueron el 15 de octubre en el Reino Unido y el 13 de noviembre en los Estados Unidos. El álbum contó con la producción de Dennis Herring, The Neptunes, Jacknife Lee y Thomas Öberg.
El 2 de octubre de 2008, Nicholaus Arson añadió una entrada al diario de la banda en la web oficial en la que escribió "Ahora mismo estamos en casa descansando todos nosotros y empezando a prepararnos para realizar un nuevo disco". Esta entrada se publicó después de que la banda terminara su gira mundial de promoción para The Black and White Album.

### Lex Hives
El 12 de marzo de 2012, The Hives anunciaron oficialmente su próximo álbum, "Lex Hives". El álbum fue lanzado el 1 de junio en Suecia y Alemania, el día 4 en el Reino Unido, el 5 en los Estados Unidos de América y Canadá y el 8 en Australia. Este disco está compuesto por doce canciones.
El primer sencillo promocional de esta producción discográfica, "Go Right Ahead", fue puesto a la venta en el mes de abril.

### The death of Randy Fitzsimmons
En mayo de 2023, The Hives anunciaron su sexto álbum de estudio, The Death of Randy Fitzsimmons, publicado el 11 de agosto de 2023. El disco marcó el regreso de la banda después de más de una década sin nuevo material original, y fue precedido por el sencillo "Bogus Operandi". A este le siguieron otros temas promocionales como "Countdown to Shutdown", "Rigor Mortis Radio", "Trapdoor Solution" y "The Bomb". 

### The Hives Forever Forever the Hives
El 1 de abril de 2025, The Hives anunciaron su séptimo álbum de estudio, The Hives Forever Forever the Hives, con lanzamiento previsto para el 29 de agosto de 2025. El disco ha sido producido por Pelle Gunnerfeldt y Mike D, y se grabó en los estudios de Yung Lean y Benny Andersson. Contará también con la participación de Josh Homme, líder de Queens of the Stone Age. El lanzamiento estará acompañado de una nueva gira mundial.

## Randy Fitzsimmons

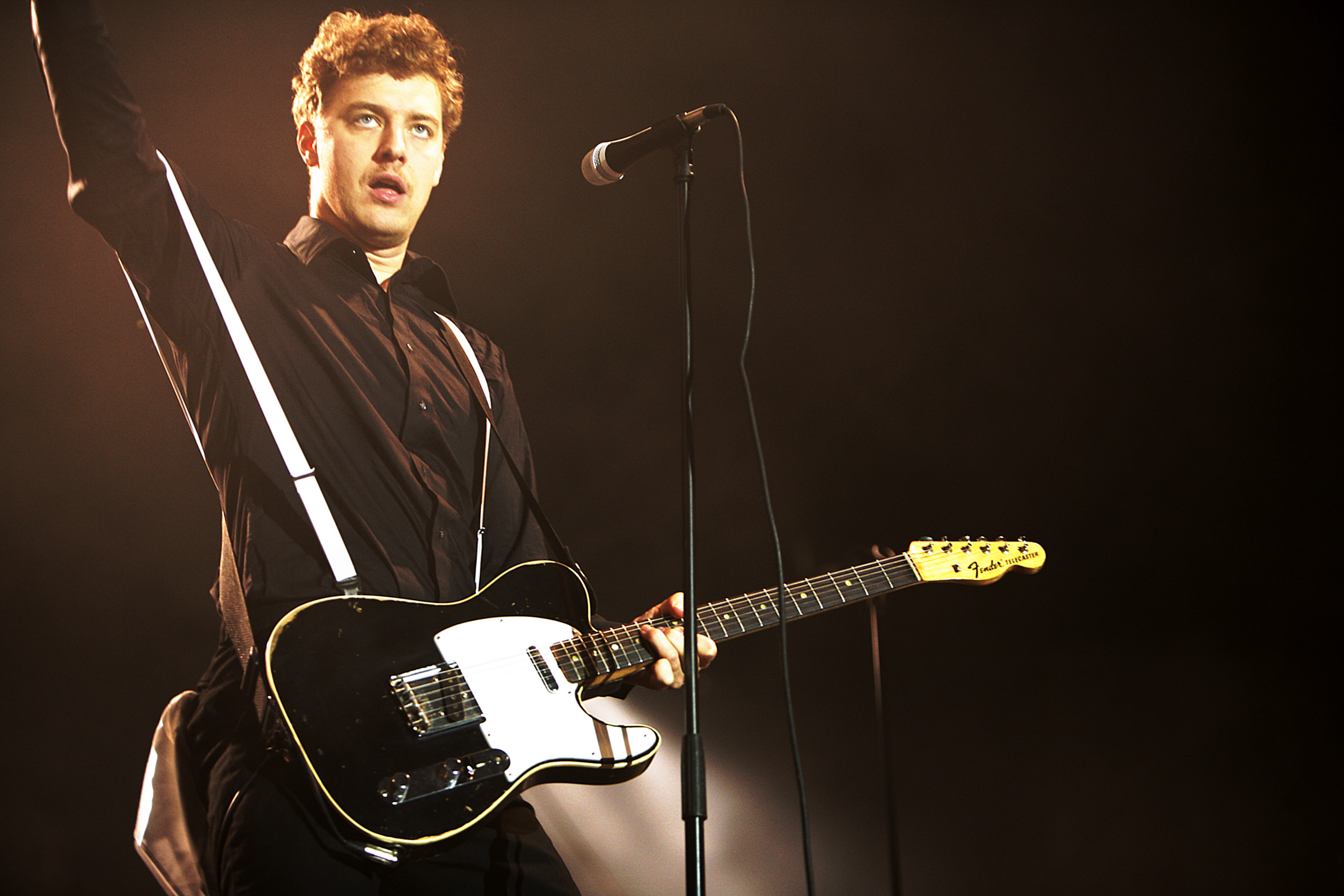
The Hives en 2007

Todas las canciones excepto las versiones en los discos de la banda se acreditan a "Randy Fitzsimmons." La banda dice que Fitzsimmons es un honorario "El Sexto Hive", que junto con la escritura de su música, ha descubierto y dirige la banda. Sin embargo, se reveló en NME que Randy Fitzsimmons es un pseudónimo registrado perteneciente a Nicholaus Arson. Esto ha llevado a muchos a creer que Randy Fitzsimmons, de hecho, es un mito, y que se trata de Nicholaus Arson que escribe las canciones.[cita requerida] Arson y el resto de la banda lo niegan e insisten en la existencia de Randy Fitzsimmons como compositor de la banda.[cita requerida]

## Miembros

### Miembros actuales
- Howlin' Pelle Almqvist (Per Almqvist) – voz principal, piano (1989–presente)
- Nicholaus Arson (Niklas Almqvist) – guitarra, teclados, coros (1989–presente)
- Vigilante Carlstroem (Mikael Karlsson) – guitarra, órgano, coros (1989–presente)
- Chris Dangerous (Christian Grahn) – batería, percusión, coros (1989–presente)
- The Johan and Only (Johan Gustafsson) – bajo (2013–presente)

Miembros de gira
- Joey Castillo – batería (2019)

### Miembros pasados
- Dr. Matt Destruction (Mattias Bernvall) – bajo, coros (1989–2013)

## Discografía

### Álbumes de estudio
- 1997: "Barely Legal" (Burning Heart Records, Epitaph Records)
- 2000: "Veni Vidi Vicious" (Burning Heart Records, Epitaph Records, Sire Records, Gearhead Records, Reprise Records)
- 2004: "Tyrannosaurus Hives" (No Fun Records, Interscope Records, Polydor Records)
- 2007: "The Black and White Album" (A&M Octone Records, Polydor Records)
- 2012: "Lex Hives" (Disque Hives, No Fun Records, Sony Music Entertainment, Universal Music Group, Columbia Records)
- 2023: "The Death of Randy Fitzsimmons" (Disque Hives, No Fun Records, Sony Music Entertainment, Universal Music Group, Columbia Records)
- 2025: "The Hives Forever Forever The Hives" (Play It Again Sam)

### EP
- Oh Lord! When? How? EP (1996)
- a.k.a. I-D-I-O-T EP (1998)
- Tarred and Feathered EP (2010)

### Álbumes en directo
- Live at Third Man Records (2020)

### Compilatorios
- Your New Favourite Band (2001)

### Sencillos
De Barely Legal:
- A.K.A. I-D-I-O-T (1998)

De Veni Vidi Vicious:
- Main Offender (2000)
- Hate to Say I Told You So (2001)
- Die, All Right! (2001)
- Supply and Demand (2001)

De Tyrannosaurus Hives:
- Walk Idiot Walk (2004)
- Two-Timing Touch and Broken Bones (2004)
- A Little More For Little You (2005)
- Abra Cadaver (2005)

De The Black and White Album:
- Tick Tick Boom (2007)
- Won't Be Long (2008)

De Lex Hives:
- Go Right Ahead (2012)

Otros
- Throw It on Me (Timbaland con The Hives) (2007)
- A Christmas Duel (Con Cyndi Lauper) (2008)
- Blood Red Moon (2015)

### Videoclips
- A.K.A. I-D-I-O-T (1998)
- Hate to Say I Told You So (2000)
- Main Offender (2001)
- Die, All Right! (2001)
- Walk Idiot Walk (2004)
- Two-Timing Touch and Broken Bones (2004)
- Abra Cadaver (2004)
- A Little More for Little You (2004)
- Throw It on Me (con Timbaland) (2007)
- Tick_Tick_Boom (2007)
- Won't Be Long (2008)
- Go Right Ahead (2012)
- Wait A Minute (2012)
- Bogus Operandi (2023)
- Countdown to Shutdown (2023)
- The Bomb (2023)

### Canciones en videojuegos
- - B Is For Brutus y Uptight en Gran Turismo 4 de Sony Computer Entertainment
  - Tick Tick Boom en Madden NFL 08 de EA Sports
  - Well All Right! en NBA Live 08 de EA Sports
  - Tick Tick Boom en MotorStorm Arctic Edge de Sony Computer Entertainment
  - Nasty Secretary en Gran Turismo 5 de Sony Computer Entertainment
  - 1000 Answers en FIFA 12 de EA Sports
  - No Pun Intended en MotorStorm: Pacific Rift de Sony Computer Entertainment
  - Tick Tick Boom en Forza MotorSport 3 de Microsoft Studios
  - Hate To Say I Told You So en Forza Horizon de Microsoft Studios
  - Tick Tick Boom en Guitar Hero: Warriors of Rock de Activision

## Premios y reconocimientos
| Año  | Premio                   | Trabajo                   | Nominación                | Resultados |
| ---- | ------------------------ | ------------------------- | ------------------------- | ---------- |
| 2002 | MTV Video Music Awards   | Hate to Say I Told You So | Premio MTV2               | Nominado   |
| 2002 | MTV Europe Music Awards  | The Hives                 | Mejor Artista — Nórdico   | Nominado   |
| 2003 | "NME Carling Awards 2003 | The Hives                 | Mejor banda internacional | Ganador    |
| 2003 | "NME Carling Awards 2003 | The Hives                 | Mejor vestidos            | Ganador    |
| 2003 | "NME Carling Awards 2003 | The Hives                 | Mejor banda en vivo       | Nominado   |
| 2004 | MTV Europe Music Awards  | The Hives                 | Mejor Artista — Nórdico   | Ganador    |
| 2004 | MTV Europe Music Awards  | The Hives                 | Mejor Artista Alternativo | Nominado   |
| 2004 | Grammis                  | The Hives                 | Årets Artist              | Ganador    |
| 2004 | Grammis                  | Tyrannosaurus Hives       | Årets Album               | Ganador    |
| 2004 | Grammis                  | Tyrannosaurus Hives       | Årets Rock                | Ganador    |
| 2007 | Grammis                  | The Black and White Album | Årets Grupp               | Nominado   |
| 2007 | Grammis                  | The Black and White Album | Årets Album               | Nominado   |
| 2007 | Grammis                  | The Hives                 | Årets Live                | Ganador    |
| 2012 | Grammis                  | Lex Hives                 | Årets rock                | Nominado   |